# 1610 в Україні

## Події
- Кримське ханство очолив Джанібек Ґерай.

## Особи

### Народились
- Войцех Бобовський (1610—1675) — капельмейстер і драгоман Топкапи Османської імперії. Перший відомий перекладач Біблії старотурецькою мовою. Створив Османський псалтир та склав граматику турецької мови.
- Ян Стефан Виджга (1610—1685) — державний діяч Речі Посполитої, єпископ Римо-Католицької Церкви. Гнезненський архієпископ, примас Королівства Польського і Великого князівства Литовського (1679—1685).
- Гладкий Матвій (1610—1652) — полковник миргородський Війська Запорозького, дипломат, керівник антипольського повстання на Лівобережжі.
- Мехмед IV Ґерай (1610—1674) — Кримський хан (1641—1644, 1654—1666).

### Померли
- Олександра Заславська (? — 1610) — княгиня, дружина князя Януша Янушовича Заславського.
- Войцех Капінос (1545—1610) — архітектор. Працював у Львові. Відомий також як Альберт Муратор.
- Копистенський Михайло (в світі — Матвій; ? — 1610) — український православний релігійний діяч, православний перемишльський єпископ.
- Павло Щасливий (? — 1610) — львівський будівничий доби Відродження.
- Филипович-Пухальський Лаврентій — львівський маляр і гравер 16 — початку 17 ст.

## Засновані, зведені
- Лукашівка (Чернігівський район)
- Миньківці (Сквирський район)
- Пакуль
- Пироговичі
- Селезенівка
- Сукачі (Іванківський район)
- Ясени (Сторожинецький район)
- Гарнізонний храм святих апостолів Петра і Павла (Львів)
- Церква святого Миколая (Бучач)

## Видання, твори
- «Тренос, або Плач за Святою Східною Церквою» Мелетія Смотрицького